# قواعد اعلال فعل
قواعد اعلال فعل به آن بخشی از صرفِ زبان عربی گفته می‌شود که به تغییرات مربوط به حروف عِلِّه در فعل می‌پردازد. بخشی از قواعد اعلال مربوط به فعل مضارع مثال واوی یا فعل ماضی اجوف یا فعل امر ناقص است، اما برخی دیگر از این قواعد نسبتاً عمومی‌اند و در هر نوع فعلی جریان دارند. به‌طور کلی قواعد عمومی اعلال فعل را می‌توان در ده مورد دسته‌بندی کرد.

## قواعد ده‌گانه

### قاعده اول
«واو» یا «یاء» متحرک اگر عین‌الفعل کلمه واقع شوند و ماقبلشان حرف صحیح و ساکن باشد، حرکت آنها به ما قبل داده می‌شود. به عنوان مثال:

### قاعده دوم
«واو» یا «یاء» مضموم یا مکسور اگر در اثناء کلمه واقع شوند و عین‌الفعل یا لام‌الفعل باشند و ماقبلشان حرف صحیح و مضموم یا مکسور باشد، پس از سلب حرکت ماقبل، حرکتشان به ما قبل داده می‌شود. به عنوان مثال:

### قاعده سوم
«واو» مضموم ماقبل مضموم و «یاء» مضموم یا مکسور ماقبل مکسور اگر در آخر کلمه قرار گیرند، حرکتشان می‌افتد. به عنوان مثال:

### قاعده چهارم
«واو» ساکن ماقبل مکسور قلب به «یاء» می‌شود. به عنوان مثال:

### قاعده پنجم
«واو» در صورتی که لام‌الفعل باشد و ماقبل آن مکسور، قلب به «یاء» می‌شود. به عنوان مثال:

### قاعده ششم
«واو» در صورتی که لام‌الفعل و ما قبل آن مفتوح باشد، قلب به «یاء» می‌شود؛ مشروط بر اینکه حرف چهارم به بعد کلمه باشد. به عنوان مثال:
نکته: باید توجه داشت که این قاعده بر قاعده هشتم مقدم است؛ یعنی در مواردی که امکان اجرای هر دو قاعده باشد، اول این قاعده جاری می‌شود و سپس قاعده هشتم.

### قاعده هفتم
«یاء» ساکن ماقبل مضموم، قلب به «واو» می‌شود؛ مشروط بر اینکه فاءالفعل باشد. به عنوان مثال:

### قاعده هشتم
«واو» و «یاء» متحرک ماقبل مفتوح، قلب به «الف» می‌شوند؛ مشروط به اینکه حرکت آنها عارضی نباشد. به حرکتی که قبل از «الف» یا «یاء» نسبت یا علامت تثنیه یا نون تأکید و یا به جهت دفع التقاء ساکنین باشد، حرکت عارضی گفته می‌شود. به عنوان مثال:
نکته: این قاعده در جایی که «واو» یا «یاء» در موضع حرکت باشند نیز جریان دارد؛ یعنی در موضعی که «واو» یا «یاء» به دلیل اجرای یکی از قواعد اعلال، ساکن شده باشند، در حالی که اصل آن متحرک است. به عنوان مثال:

### قاعده نهم
«الف» ماقبل مضموم، قلب به «واو» و «الف» ماقبل مکسور، قلب به «یاء» می‌شود. به عنوان مثال:

### قاعده دهم
حرف علّه در التقاء ساکنین حذف می‌شود. به عنوان مثال: